# A Short Film About the Indio Nacional
Pour plus de détails, voir Fiche technique et Distribution.
A Short Film About the Indio Nacional (Maicling pelicula nañg ysañg Indio Nacional) est un film philippin réalisé par Raya Martin, sorti en 2005.

## Synopsis
Dans les années 1890, l'histoire de la guerre d'indépendance des Philippines, alors colonie espagnole.

## Fiche technique
- Titre : A Short Film About the Indio Nacional
- Titre original : Maicling pelicula nañg ysañg Indio Nacional
- Réalisation : Raya Martin
- Musique : Khavn
- Photographie : Maisa Demetillo
- Montage : Anne Esteban et Louie Quirino
- Production : Raya Martin
- Société de production : Atopic Films, Cinematografica et Hubert Bals Fund
- Société de distribution : Shellac Distribution (France)
- Pays :  Philippines
- Genre : Drame et historique
- Durée : 96 minutes
- Dates de sortie : 
  -  Philippines : 2005
  -  France : 9 juillet 2008

## Distribution
- The Barasoain Kalinangan Theater Group
- Lemuel Galman
- Mark Joshua Maclang
- Russell Ongkeko
- Bodjie Pascua
- Suzette Velasco

## Accueil
Le film est cité en neuvième position du Top 10 des Cahiers du cinéma pour l'année 2008.